# Protwino
Protwino (russisch Протвино) ist eine Stadt in der Oblast Moskau, Russland. Sie liegt 116 km südlich von Moskau und 15 km westlich von Serpuchow am Fluss Protwa, direkt an der Grenze zur Oblast Kaluga, und hat 37.308 Einwohner (Stand 14. Oktober 2010).

## Geschichte
Protwino entstand 1960 als Siedlung nahe dem zeitgleich gegründeten Physik-Forschungsinstitut. Ursprünglich als Serpuchow-7 bezeichnet, erhielt Protwino am 22. Januar 1965 den Status einer Siedlung städtischen Typs und den heutigen Ortsnamen, der sich vom Fluss Protwa ableitet.
1989 wurden Protwino die Stadtrechte verliehen.

### Bevölkerungsentwicklung
| Jahr | Einwohner |
| ---- | --------- |
| 1970 | 12.995    |
| 1979 | 25.034    |
| 1989 | 34.520    |
| 2002 | 36.175    |
| 2010 | 37.308    |

Anmerkung: Volkszählungsdaten

## Wirtschaft und Verkehr

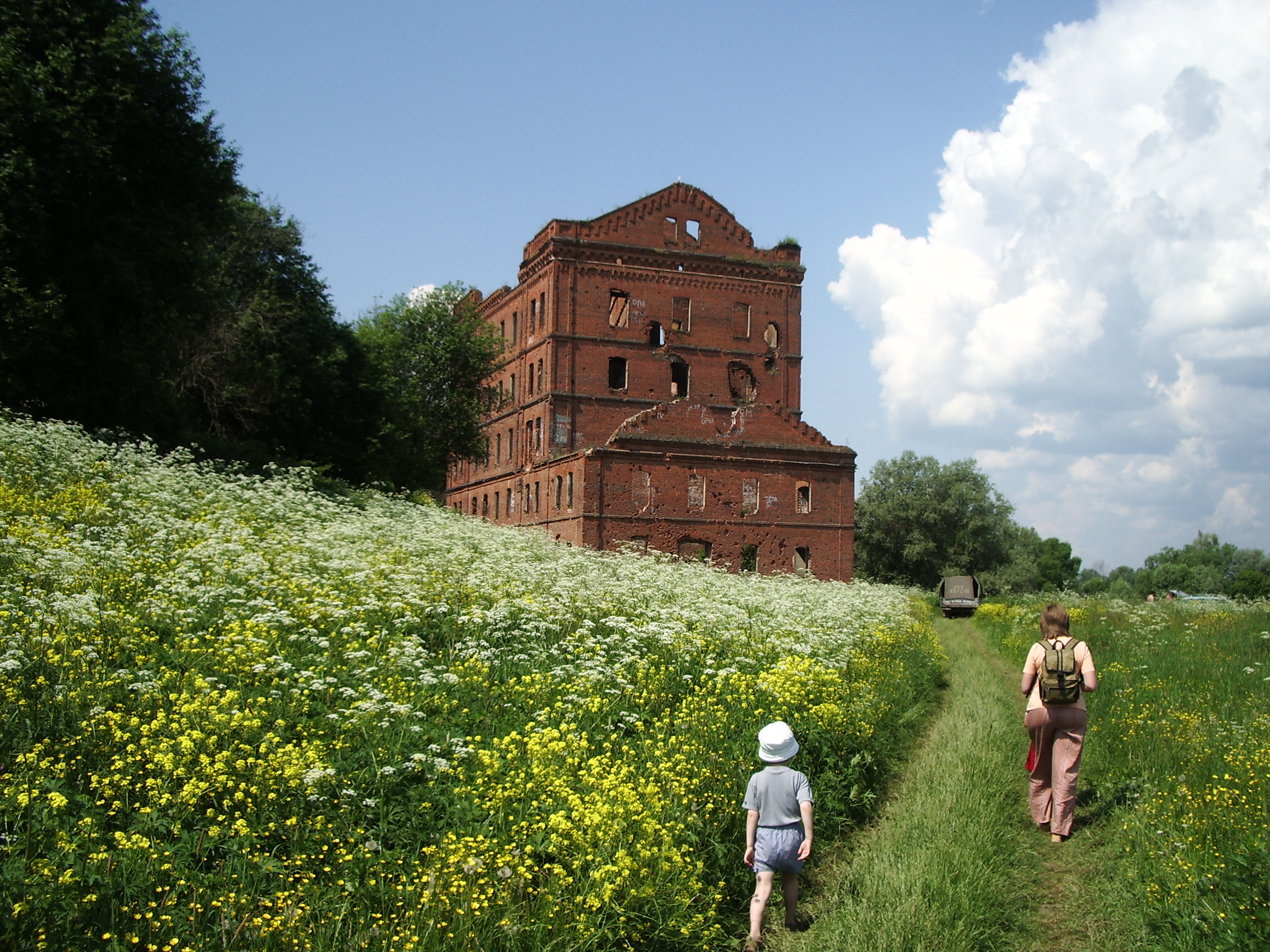
Alte Mühle bei Protwino

Der wichtigste Arbeitgeber Protwinos ist das Physik-Forschungsinstitut (offizieller Name: Forschungsinstitut für Physik der Hohen Energien, russ. Институт физики высоких энергий), dessen Protonen-Teilchenbeschleuniger bis 1972 der weltweit größte seiner Art war. Außerdem ist in Protwino eine Zweigstelle des Instituts für Kernphysik der sibirischen Abteilung der Russischen Akademie der Wissenschaften ansässig. Aufgrund der hohen Bedeutung der wissenschaftlichen Einrichtungen für die Stadt hat sie den Status einer Naukograd, wörtlich „Wissenschaftsstadt“.
Des Weiteren gibt es in Protwino Nahrungsmittel-, Möbel- und Elektrotechnik-Industrie. Auch ein Softwareentwicklungsunternehmen ist in der Stadt tätig.
Wichtige Verkehrsverbindungen, auch nach Moskau, gibt es über das benachbarte Serpuchow, wo Anschluss an die Fernstraße M2 und an die Eisenbahnstrecke Moskau–Kursk besteht.

## Städtepartnerschaften
- Antony, Frankreich